# Johann Friedrich Weidler
Johann Friedrich Weidler, né le 13 avril 1691 à Gros-Neuhausen, en électorat de Saxe, mort le 30 novembre 1755 à Wittemberg, est un écrivain, mathématicien et astronome allemand.
Il enseigna à l’Université de Wittemberg à partir de 1719 et nous a laissé trois ouvrages majeurs : les Mathemathicae Institutiones, 1718, les Subterranae Institutiones, 1751, et les Institutiones astronomiae, 1754, qui sont un reflet de son enseignement et de son influence. Ses travaux ont été très souvent cités par la suite, en particulier par Jean Sylvain Bailly (1736-1793), dans son Histoire de l’Astronomie moderne. 

## Biographie
Johann Friedrich Weidler fait ses études classiques en Allemagne, en France, en Hollande et en Angleterre. À Paris, il est accueilli par René-Joseph de Tournemine, Jean Hardouin, Montfaucon, Fontenelle, Cassini et par d'autres savants, avec lesquels il reste ensuite en correspondance.
Entré à l'université d'Iéna en 1712, il est nommé professeur associé de mathématiques, à l’académie de Wittemberg ; en 1719, il obtient la chaire de mathématiques supérieures, laissée vacante par Christian Wolff qui était appelé à l'université de Halle.
En 1726-1727, il interrompt son enseignement pour entreprendre un voyage en Hollande, en Angleterre, en France et en Suisse. En 1727, il entreprend à Bâle, des études de jurisprudence ; enfin il revient à Wittemberg comme professeur extraordinaire à la faculté de droit.
Néanmoins, si l’on considère l’ensemble de son activité académique, c’est à la discipline mathématique et aux sciences, qu’il consacre toutes ses forces.
Il a laissé deux abrégés de ses cours : les Mathemathicae Institutiones, incluant ses observations sur l’astronomie, et il est venu à bout des Subterranae Institutiones, das erste wissenschaftliche Kompendium der bergmännischen Marktscheidekunst.
L’essentiel de son travail repose sur son sujet d’étude favori, l’astronomie, sur laquelle il a donné une foule de renseignements biographiques et bibliographiques, considérés comme des références solides.
En 1736, il publie un travail sur les  transits de Mercure.
En 1744, il prend la présidence du collège de Wittemberg.
En 1747, il réussit à calculer avec une grande précision la longueur et largeur de la ville Wittemberg.
Devenu membre de la Société royale de Londres et de l'Académie de Berlin, il meurt à Wittemberg en 1755.

## Principaux ouvrages
- Diss. De scepti physica, Wittenberg 1712
- De Habacuci de testimonio Messia c. III, 13. d'Abarbanelis glossemate liberato, Wittenberg 1712
- De Distantiis locum dans Geographia cognoscendis exact, Wittenberg 1713.
- Institutiones mathematicae, dub finem accedunt tabulae logarithmorum, Witteinberg, 1718, in-8°, réimprimé en 1759, et pour la sixième fois à Leipsick, 1784, 2 vol. in-8° :
- Explicatio Jovilabii Cassiniani, Wittemberg, 1727, in-4° ;
- Tractatus de machinia hydrolycis toto terrarum orbo maximis, Murliensi, Londinensi et aliis rarioribus, Wittemberg, 1728, in-4°, réimprimé, 1733 ;
- Commentatio de aurora boreali, die 26 novemb. 1729 ; Wittemberg, 1730, in-4° ;
- Historia astronomiae, Wittemberg, 1741, in-4° ;
- Institutiones geometria subterranae, Wittemberg, 1751, 2e édit. ;
- Institutiones astronomiae, Wittemberg, 1754, in-4°.